# Communauté de communes du Pays de Blesle
La communauté de communes du Pays de Blesle est une ancienne communauté de communes française, située dans le département de la Haute-Loire et la région Auvergne-Rhône-Alpes.

## Historique
Elle est créée le 21 février 1996 par huit des communes de l'ancien canton de Blesle. Elle est rejointe en 2000 par Chambezon.
Le schéma départemental de coopération intercommunale,, approuvé le 4 mars 2016 par la commission départementale de coopération intercommunale de la Haute-Loire, prévoit la fusion, le 1er janvier 2017, de la communauté de communes du Pays de Blesle (moins Chambezon) avec la communauté de communes du Brivadois.
Le 1er janvier 2017, Chambezon quitte la communauté de communes et les autres communes rejoignent la communauté de communes du Brivadois. La communauté de communes du Pays de Blesle est dissoute.

## Territoire communautaire

### Géographie
Le Pays de Blesle, situé à l'extrême nord-ouest du département de la Haute-Loire, est limitrophe des départements du Cantal et du Puy-de-Dôme. Il est traversé du nord au sud par l'autoroute A75 (Clermont-Ferrand / Béziers). Blesle, le chef lieu, est situé à 20 km de Brioude, à 70 km de Clermont-Ferrand et à 80 km du Puy-en-Velay.
Les neuf communes qui composent le territoire s'étendent sur près de 130 km2, de part et d'autre de la vallée de l'Alagnon. Cette vallée correspond au tracé de l'ancienne route nationale 9, aujourd'hui classée « Itinéraire de découverte ».
De plus, le Pays de Blesle dispose d’un environnement naturel de grande qualité, doté d’un patrimoine historique extrêmement intéressant.
Trois types de reliefs composent le Pays de Blesle :
- des fonds de vallées empruntés par de multiples petites rivières nées dans le Cézallier ou les contreforts des Monts du Cantal, dont l'Alagnon ;
- des coteaux aux pentes abruptes recouverts de taillis et de forêts ;
- des plateaux couverts de landes, de prairies et de forêts.

### Composition
Elle regroupait huit communes :
| Nom                      | Code Insee | Gentilé     | Superficie (km2) | Population (dernière pop. légale) | Densité (hab./km2) |
| ------------------------ | ---------- | ----------- | ---------------- | --------------------------------- | ------------------ |
| Blesle (siège)           | 43033      | Bleslois    | 29,80            | 622 (2014)                        | 21                 |
| Autrac                   | 43014      | Autracois   | 8,46             | 68 (2014)                         | 8                  |
| Espalem                  | 43088      |             | 14,62            | 302 (2014)                        | 21                 |
| Grenier-Montgon          | 43103      |             | 5,01             | 116 (2014)                        | 23                 |
| Léotoing                 | 43121      |             | 19,56            | 233 (2014)                        | 12                 |
| Lorlanges                | 43123      | Lorlangeais | 14,49            | 355 (2014)                        | 24                 |
| Saint-Étienne-sur-Blesle | 43182      |             | 17,65            | 53 (2014)                         | 3                  |
| Torsiac                  | 43247      |             | 9,06             | 72 (2014)                         | 7,9                |

### Contexte économique
- Agriculture : dans l'ancien canton, près de la moitié des actifs travaillent dans le secteur agricole. En 1994, 125 exploitations agricoles se partageaient plus de 6 000 hectares et cultivaient principalement de l'herbe destinée à l'élevage.
- Industrie : Le tissu industriel de l'ancien canton est peu développé, il est principalement constitué :
  - du groupe Equation qui emploie près de vingt-cinq personnes à la fabrication d'aliment pour bétail,
  - et des établissements Laporte qui ont une activité de meunerie et emploient une vingtaine de personnes. Ce moulin est classé parmi les quinze moulins français les plus importants.
- Commerce : L'appareil commercial de l'ancien canton compte moins de vingt établissements. Ces commerces sont principalement situés à Blesle et liés à l'alimentation.
- Artisanat : L'activité artisanale de l'ancien canton compte vingt entreprises, représentant pour plus de la moitié le secteur du bâtiment. Un pôle d'artisanat d'art se dessine à Blesle.
- Services : Les services essentiels, bureau de poste, école primaire, collège, équipements sportifs… sont proposés aux habitants du canton. Ils sont en majorité concentrés à Blesle.
- Tourisme : l'ancien canton, de par sa position géographique, la proximité de grands axes de communication, un environnement naturel et un patrimoine de grande qualité, connaît un fort développement touristique. Classé l'un des Plus Beaux Villages de France, Blesle est le site phare de la politique touristique de l'ancien canton[6].

### Démographie
| 1968  | 1975  | 1982  | 1990  | 1999  | 2008  | 2013  |
| ----- | ----- | ----- | ----- | ----- | ----- | ----- |
| 2 082 | 1 943 | 1 887 | 1 797 | 1 746 | 1 820 | 1 908 |

## Administration

### Siège
Son siège est situé place Saint-Pierre à Blesle.

### Les élus
Le conseil communautaire se compose de vingt conseillers (deux pour chaque commune et quatre pour Blesle).

### Présidence
Le président de la communauté est Pascal Gibelin, maire de Blesle. Il est assisté de trois vice-présidents.

### Compétences
Les compétences administratives de la communauté de communes du Pays de Blesle sont définies par un arrêté préfectoral d'avril 2009.

#### Aménagement de l'espace
- constitution et aménagement de réserves foncières intercommunales de plus de 5 000 m2 pour l'accueil d'activités à vocation industrielle, artisanale, commerciale ;
- création et aménagement des voies d'accès aux zones d'activités intercommunales ;
- cours d'eau et berges sauf guets et ouvrages d'art ;
- soutien à la numérisation des cadastres.

#### Développement économique
- études et aménagement de zones d'activités à vocation industrielle, artisanale, commerciale ou tertiaire ;
- étude, réalisation et gestion d'immobilier professionnel appartenant à la communauté de communes et ceux à venir ;
- mise en œuvre d'une politique concertée de recherche, d'accueil et d'implantation d'entreprises, notamment par la conduite d'action de promotion et de communication, la recherche et l'accompagnement d'investisseurs et de porteurs de projets.

#### Politique du logement et du cadre de vie
- gestion du parc immobilier ;
- opérations programmées d'amélioration de l'habitat ;
- organisation d'un centre de loisirs sans hébergement ;
- contrat éducatif local.

#### Tourisme
En matière de tourisme, les compétences de la communauté de communes du Pays de Blesle sont liées à l'office de pôle.
- conception, mise en œuvre et évaluation de la politique et de la stratégie touristique ;
- accueil et informations des touristes ;
- coordination, formation et animation des différents acteurs et partenaires du développement local ;
- montage, labellisation et certification de produits touristiques ;
- promotion du territoire, distribution et commercialisation de prestations touristiques.

## Projets et réalisations
- atelier-relais de Lorlanges.
- réhabilitation de locaux à Blesle.
- politique enfance-jeunesse avec l'association Champ pointu.
- mise en valeur du patrimoine de pays.

La communauté de communes souhaite accueillir de nouveaux porteurs de projets et des populations actives. Elle s'engage dans divers dispositifs dont « Place aux Jeunes » et travaille avec la Région Auvergne.